# Caladenia tentaculata
Caladenia tentaculata är en orkidéart som beskrevs av Diederich Franz Leonhard von Schlechtendal. Caladenia tentaculata ingår i släktet Caladenia och familjen orkidéer. Inga underarter finns listade i Catalogue of Life.

## Bildgalleri

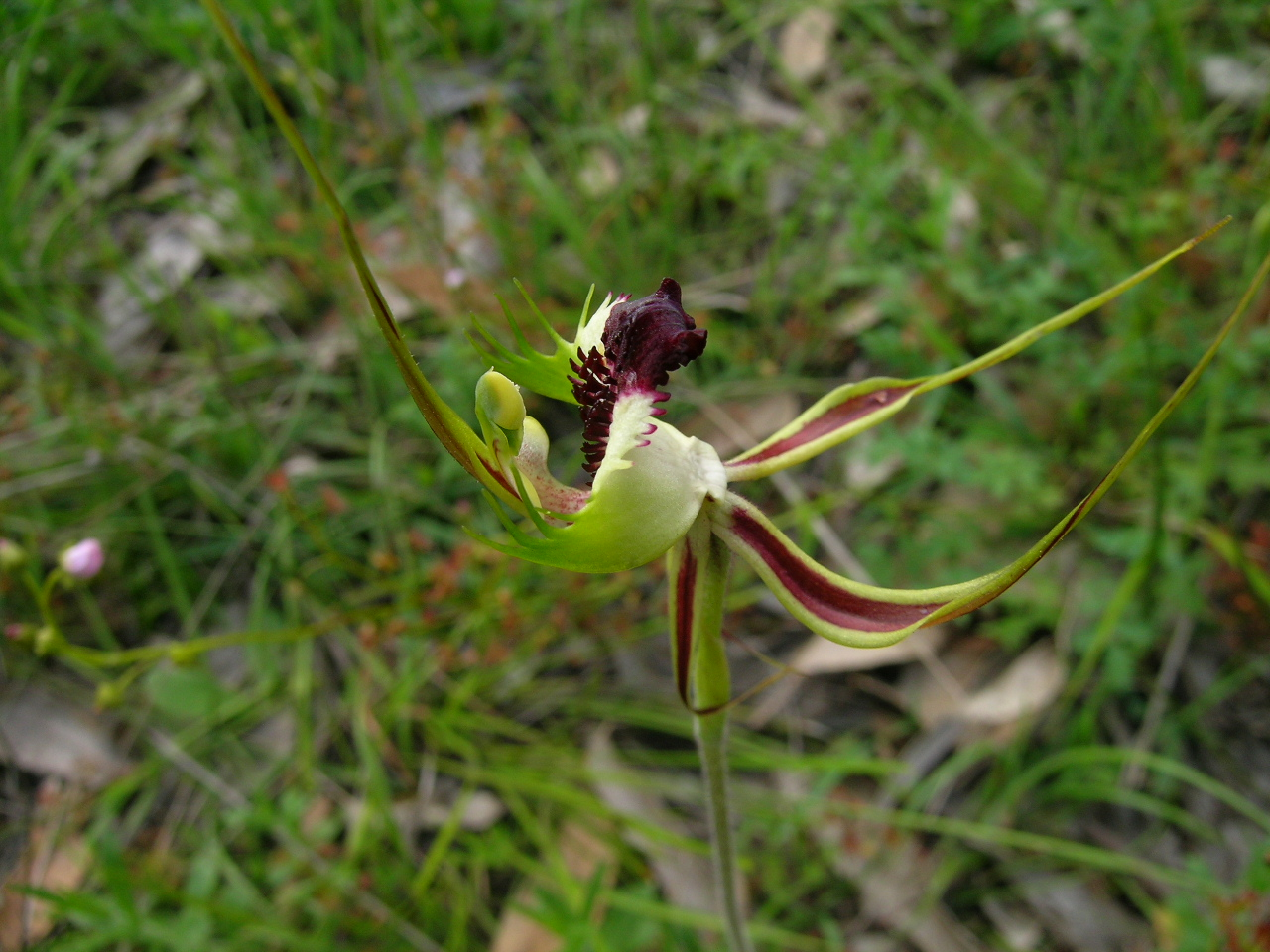
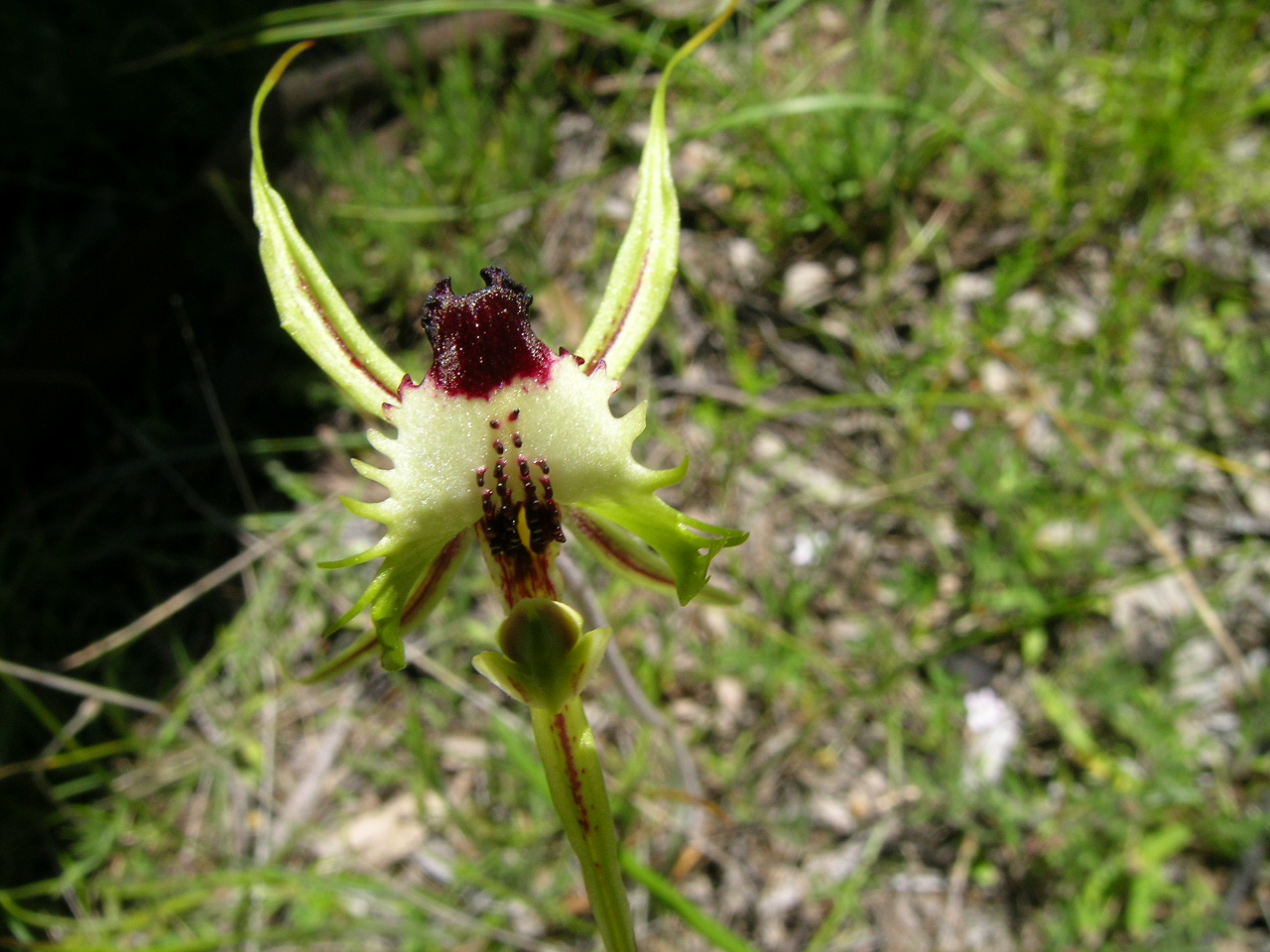